# Raúl Iznata
Raúl Iznata Zabala (Pamplona, 14 de septiembre de 1977) es un exfutbolista español. Iznata jugó como defensa en varios equipos, llegando a jugar en Primera División con el Málaga CF. Su último equipo fue el Alhaurín de la Torre CF, en el que se retiró en 2010. Es hijo del también futbolista Antonio Iznata y nieto de Antonio Iznata Urbano, que fue entrenador del CD Málaga y ahora entrena a niños para el fútbol. Salió en un programa de Ahora Caigo. Actualmente es delegado del club.

## Copas internacionales
| Título                    | Club        | País   | Año  |
| ------------------------- | ----------- | ------ | ---- |
| Copa Intertoto de la UEFA | Málaga C.F. | España | 2002 |

### Como jugador
| Club                    | País   | Año       |
| ----------------------- | ------ | --------- |
| Málaga B                | España | 1997-1999 |
| Málaga CF               | España | 1999-2001 |
| CD Numancia (Cedido)    | España | 2001-2002 |
| Málaga CF               | España | 2002-2005 |
| Rayo Vallecano          | España | 2005-2007 |
| Antequera CF            | España | 2007-2008 |
| UD Fuengirola           | España | 2008-2009 |
| Alhaurín de la Torre CF | España | 2009-2010 |

- Datos: Q9066860